# 阿隆·威爾布拉漢姆
阿隆·威爾布拉漢姆（英語：Aaron Wilbraham；1979年10月21日—）是一位英格蘭足球運動員。在場上的位置是前鋒。他現在效力於英甲球隊羅奇代爾，曾效力於布里斯托城。

## 外部連結
- 足球数据库：阿隆·威爾布拉漢姆的球员统计数据